# نزار البحارنة
نزار صادق البحارنة (مواليد 1950) أكاديمي ورجل أعمال وسياسي بحريني شيعي.

## السيرة الذاتية
ولد البحارنة في عام 1950. حصل على البكالوريوس في الهندسة الميكانيكية من جامعة البترول والمعادن في المملكة العربية السعودية في عام 1972 ثم على الماجستير في نفس التخصص ومن نفس الجامعة في عام 1975. كما حصل على الدكتوراه في الهندسة الميكانيكية من جامعة ويلز في عام 1979.
بدأ البحارنة العمل في جامعة البحرين حيث تدرج في عدة مناصب وهي أستاذ الهندسة الميكانيكية ثم عميد كلية الهندسة لخمس سنوات ثم ترأس مجلس البحث العلمي لخمس سنوات ثم نائب رئيس الجامعة للبرامج الأكاديمية والأبحاث لمدة ثلاث سنوات ما بين 1992 و1995. بعد أن ترك التدريس أسس شركة للاستشارات. البحارنة عضو مؤسس جمعية الوفاق الوطني الإسلامية الشيعية التي غادرها في عام 2004 احتجاجا على ما أسماه وقتذاك انتهاج بعض أعضاء الجمعية نهجا تصعيديا. ومع ذلك عاد للجمعية بعدها بعام واحد بعد أن قررت الجمعية التسجيل ضمن قانون الجمعيات والاتجاه إلى المشاركة السياسية. في نوفمبر 2005 أصبح نائبا لرئيس غرفة البحرين للتجارة والصناعة.
عين وزيرا للدولة للشؤون الخارجية في 11 ديسمبر 2006 واستمر حتى 25 فبراير 2011 حيث تولى بعدها وزارة الصحة حتى تقديم استقالته في 16 مارس 2011 بسبب دخول قوات درع الجزيرة ضمن احتجاجات عام 2011. ثم عمل أستاذ زائر في جامعة جورج تاون الأمريكية من 2011 إلى 2013 كما يتولى عضوية المجلس الاستشاري في معهد الدبلوماسية الثقافية في برلين بألمانيا منذ العام 2011.
في عام 2013 نشر البحارنة كتاب بعنوان أنموذج شامل لحقوق الإنسان.